# Pülümür
Pülümür (tiếng Kurd: Pilemor) là một huyện thuộc tỉnh Tunceli, Thổ Nhĩ Kỳ. Huyện có diện tích 1476 km² và dân số thời điểm năm 2007 là 3340 người, mật độ 2 người/km².

## Người nổi tiếng
- Hüseyin Kenan Aydın